# Karl Ludwig d'Elsa
Karl Ludwig d'Elsa (Dresden, 1. studenog 1849. -  Tannenfeld, 20. srpnja 1922.) je bio njemački general i vojni zapovjednik. Tijekom Prvog svjetskog rata zapovijedao je XII. korpusom i Armijskim odjelom A na Zapadnom bojištu.

## Vojna karijera
Karl Ludwig d'Elsa rođen je 1. studenog 1849. u Dresdenu. U sasku vojsku stupio je 1870. godine, te je s činom poručnika sudjelovao u Prusko-francuskom ratu. Nakon toga služi u raznim vojnim jedinicama saske vojske, te od 1895. u saskom ministarstvu rata. Čin pukovnika dostigao 1896. godine, general bojnikom je postao 1899. godine, dok je 1903. godine promaknut u čin general poručnika kada je postao i zapovjednikom 24. pješačke divizije smještene u Leipzigu. U rujnu 1908. promaknut je u čin generala pješaštva, dok u ožujku 1910. postaje zapovjednikom XII. korpusa smještenog u Dresdenu na čijem čelu dočekuje i početak Prvog svjetskog rata.

## Prvi svjetski rat
Na početku Prvog svjetskog rata d'Elsin XII. korpus bio je u sastavu 3. armije kojom je zapovijedao Max von Hausen. Zapovijedajući XII. korpusom d'Elsa sudjeluje u Graničnim bitkama i to u bitkama kod Dinanta i Charleroia, te u Prvoj bitci na Marni. XII. korpusom d'Elsa je zapovijedao sve do travnja 1916. kada postaje zapovjednikom Armijskog odjela A koji je držao položaje u Loreni. D'Elsa je 1. rujna 1916. odlikovan ordenom Pour le Mérite. Početkom 1917. smijenjen je s mjesta zapovjednika Armijskog odjela A, te do kraja rata nije dobio novo zapovjedništvo.  

## Poslije rata
Nakon rata saveznici su htjeli suditi d'Elsi zbog navodnih zločina koje su njegove jedinice počinile protiv belgijskih civila. D'Elsa je u siječnju 1920. umirovljen.
Karl Ludwig d'Elsa preminuo je 20. srpnja 1922. godine u 73. godini života u Tannenfeldu. 

## Vanjske poveznice
(eng.) Karl Ludwig d'Elsa na stranici Prussianmachine.com

(njem.) Karl Ludwig d'Elsa na stranici Deutschland14-18.de
| Prethodnik:             | Zapovjednik Armijskog odjela A Karl Ludwig d'Elsa | Nasljednik:     |
| Ludwig von Falkenhausen | Zapovjednik Armijskog odjela A Karl Ludwig d'Elsa | Bruno von Mudra |